# Sharam Diniz
Sharam-Sharam Diniz, được biết đến với tên gọi chuyên nghiệp là Sharam Diniz, là một người mẫu và doanh nhân thời trang người Anh gốc Bồ Đào Nha. Cô được biết đến với sự xuất hiện của mình trong Victoria Fashion Secret Show.

## Nghề nghiệp
Diniz đã lên trang bìa của GQ Bồ Đào Nha và Vogue Bồ Đào Nha. Công việc người mẫu đầu tiên của cô là quảng cáo mùa xuân năm 2011 của Victoria. Cô xuất hiện trong một bảng quảng cáo SoHo cho 7 for All Mankind.
Diniz đã đi trên sàn diễn cho Balmain, Calvin Klein, Mitchal Gurung, Vivienne Westwood, Cushnie et Ochs, Rag & Bone, Kenneth Cole, Carolina Herrera, Hervé Léger, Jason Wu cùng với những người khác. Cô đã đóng vai chính trong các quảng cáo cho Tom Ford, Chanel, Ralph Lauren, Armani Exchange, 7 For All Mankind, Target, H & M, Clinique và Anne Klein.
Cô đã xuất hiện trong Allure, Cosmopolitan, V (tạp chí) và vấn đề áo tắm thể thao minh họa trong số những người khác.
Tại Bồ Đào Nha, cô đã được trao giải Globos de Ouro ("Quả cầu vàng") cho "Người mẫu nữ xuất sắc nhất".
Diniz xuất hiện trong một quảng cáo của Made Made in Bồ Đào Nha.